# The Big House
The Big House és una pel·lícula estatunidenca dirigida per George W. Hill, estrenada el 1930.

## Argument
Un pres s'enamora amb la germana del seu nou company de cel·la, només per embolicar-se en una fuga que tindrà conseqüències letals.

## Producció
La pel·lícula va ser produïda per Metro-Goldwyn-Mayer (MGM) (controlat per Incorporated Loew) (A Cosmopolitan Production)

## Distribució
Distribuït per la Metro-Goldwyn-Mayer (MGM), la pel·lícula va ser estrenada als cinemes dels EUA el 14 juny de 1930. A Nova York, la pel·lícula va ser presentada el 24 de juny. Distribuida en el mercat mundial, la pel·lícula va ser estrenada a Turquia el 1932 amb el títol Demir kapi. A Alemanya, va ser reposada per la TV alemanya el 7 de juliol de 1991 sota el títol Hölle hinter Gittern.

## Repartiment
- Chester Morris: John Morgan
- Wallace Beery: 'Machine Gun' Butch Schmidt
- Lewis Stone: Warden James Adams
- Robert Montgomery: Kent Marlowe
- Leila Hyams: Anne Marlowe
- Karl Dane: Olsen
- Claire McDowell: Mrs. Marlowe
- Robert Emmett O'Connor: Sergent de policia Donlin
- Tom Wilson: Sandy, guarda

## Premis i nominacions

### Premis
- 1930: Oscar a la millor edició de so per Douglas Shearer (director de so) (M-G-M Studio Sound Department)
- 1930: Oscar al millor guió adaptat per Frances Marion

### Nominacions
- 1930: Oscar a la millor pel·lícula
- 1930: Oscar al millor actor per Wallace Beery

## Crítica
- "The Big House", aconsegueix el seu clímax amb les escenes d'un intent de fuga de la presó. És una pel·lícula en la qual la direcció, la fotografia, el treball de so i la magnífica representació agafen protagonisme sobre el negligible guió. No obstant això, és una pel·lícula que se'n surt ràpidament, amb alguns episodis bons i altres on l'humor no està massa forçat.[2]